# Killswitch Engage
Killswitch Engage es una banda estadounidense de metalcore fundada en 1999 en Westfield, Massachusetts. Ha publicado ocho  álbum de estudio y un DVD. La banda ha vendido más de un millón de discos en los Estados Unidos. Han sido considerados ampliamente como «uno de los fundadores de metalcore».

## Historia

### Primeros años (1999)
Killswitch Engage se formó cuando las dos bandas de metalcore, Overcast y Aftershock se disolvieron en la década de los años 1990. Tras la disolución de Overcast en el 1998, el bajista Mike D'Antonio agolpado con el guitarrista de Aftershock Adam Dutkiewicz. Dutkiewicz reclutó al guitarrista de Aftershock Joel Stroetzel, y el vocalista Jesse Leach de la banda Nothing Stays Gold (donde firmaron con un sello discográfico propiedad del hermano de Dutkiewicz Tobias Dutkiewicz, que era también el vocalista en Aftershock), para formar una nueva banda, Killswitch Engage. El nombre del grupo deriva de un episodio de la serie de televisión The X Files titulado "Kill Switch", escrito por William Gibson. Gibson llamó a su episodio después de un encuentro casual con la banda industrial Kill Switch...Klick.
En 1999, Killswitch Engage registró un demo que contiene cuatro canciones, incluyendo «Soilborn», primera canción de Killswitch Engage. El demo fue lanzado por primera vez en el primer show de la banda, el acto apertura de la banda de Death metal melódico In Flames, en noviembre de 1999.

### Killswitch Engage(2000)
Lanzaron su auto-titulado álbum debut en el año 2000. Aunque al principio el álbum no tuvo éxito financiero ni en las listas de música, atrajo el interés de Carl Severson, que trabajaba en Roadrunner Records en aquel entonces. Severson presentó a Killswitch Engage a varios representantes de Roadrunner. Mike Gitter, un agente de talentos de la compañía, en contacto con D'Antonio, al que asistieron varios de los espectáculos de la banda, y ofreció a la banda un contrato discográfico con Roadrunner. Al darse cuenta de Roadrunner tenía los recursos para promover y distribuir comunicados de Killswitch Engage, la banda aceptó su oferta, disminuyendo así varias propuestas de sellos más pequeños.

### Alive or Just Breathing(2002)
Por un breve tiempo en 2000 y 2001, exguitarrista de Overcast Pete Cortese se unió Killlswitch Engage, pero dejó la banda en 2001 cuando se convirtió en padre. Killswitch Engage comenzó a escribir nuevo material para su segundo álbum en noviembre de 2001. Mezclado en enero en los estudios Backstage por el productor Andy Sneap, el álbum fue titulado Alive or Just Breathing por letra de la canción «Just Barely Breathing». Un video musical para el sencillo «My Last Serenade» aumentó la exposición de la banda, y el álbum alcanzó el puesto número 37 en la lista Top Heatseekers.

### Nuevo cantante y baterista (2003)

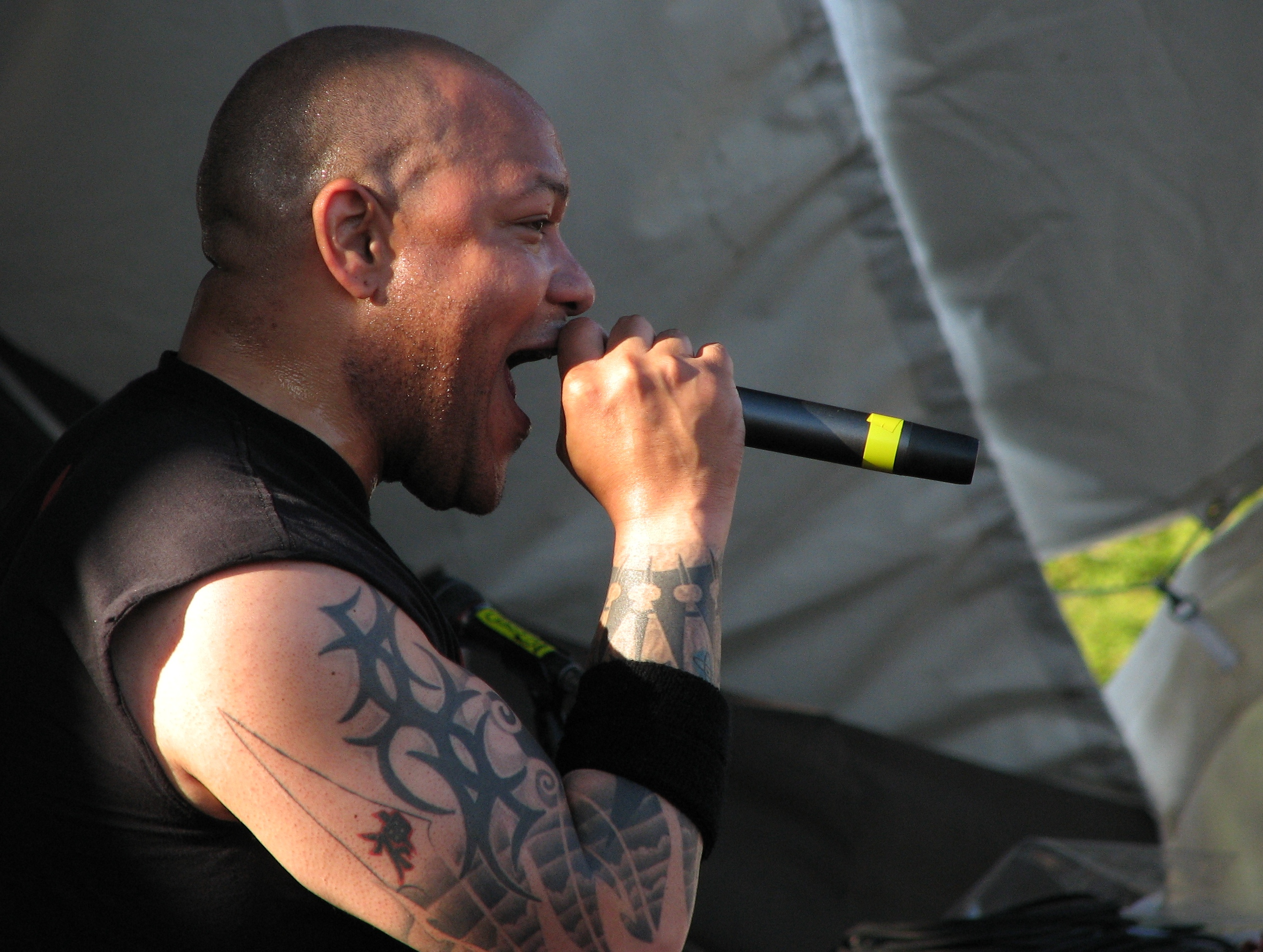
Howard Jones es el segundo vocalista de Killswitch Engage, quien reemplazó a Jesse Leach poco después de su partida en el año 2002.

Después del álbum Alive or Just Breathing, que fue escrita y grabada por dos guitarristas, la banda decidió expandirse y convertirse en un quinteto; Dutkiewicz se trasladó a la guitarra y el exbaterista de Aftershock Tom Gomes tomó la posición del baterista. Después Leach se casó el 20 de abril del 2002 y comenzó a viajar, y otra vez cayó en una depresión. Leach abandonó la banda unos días antes que la banda pretendía tocar en un show y envió a los miembros de la banda un correo electrónico diciéndoles que lo había dejado (la banda). D'Antonio, dijo en una entrevista que: "Después de tres años de salir con el tío, y teniendo en cuenta lo de un hermano, para obtener sólo un correo electrónico fue un poco duro".
La banda inmediatamente comenzó a buscar un vocalista de reemplazo y que se encuentran Howard Jones de la banda Blood Has Been Shed. Jones no le gustaba el sonido de la banda cuando lo escuchó por primera vez. Él comentó: "Yo estaba como, Meh. Vengo del hardcore y metal más sucio, y Killswitch sonó tan limpio. Pero cuanto más lo escuché, me di cuenta de que hay algunas canciones de aquí son muy buenas ". Después de escuchar acerca de los problemas vocales de Leach, Jones se contacto con la banda y fue aceptado como el reemplazo. Philip Labonte de All That Remains fue a prueba de voz principal, pero perdió con el actual vocalista Howard Jones. Sin escuchar a todo el disco homónimo o Alive or Just Breathing, Jones tuvo que memorizar siete canciones para su debut en el Hellfest 2002.
La nueva formación tocaron en la gira "Road Rage" en el Reino Unido y los Países Bajos en 2002 con 36 Crazyfists y Five Pointe O. Gira continuó hasta el Día de Año Nuevo, y en 2003 la primera canción que cuentan con Jones, «When Darkness Falls», apareció en la banda sonora de la película de terror de 2003 Freddy contra Jason. Después del Ozzfest de 2003, el baterista Gomes dejó la banda porque quería pasar más tiempo con su esposa, para seguir en su banda Something of a Silhouette, y porque estaba cansado de viajar. Fue reemplazado por el Justin Foley de Blood Has Been Shed, y la primera gira de Foley con la banda fue en MTV2 Headbangers Ball en 2003.

### The End of Heartache(2004)
The End of Heartache fue lanzado el 11 de mayo de 2004, y alcanzó el número 21 en el Billboard 200 con 38.000 ventas en su primera semana, y también alcanzó el puesto número 39 en la lista de álbumes de Australia. El álbum llegó a vender más de 500.000 copias en los EE. UU. y fue certificado Gold el 7 de diciembre de 2007. El álbum recibió críticas positivas, con Jon Caramanica de Rolling Stone llamando al álbum un "impresionante colección, que conserva gran parte de su brutalidad de la sistonía musical". Eduardo Rivadavia de Allmusic comentó: 

Riff a riff se amontonan por las nubes en cada número que sigue, son los cambios impredecibles rítmicos utilizados para construir y aliviar la presión interna que alimentan la fuente de energía de Killswitch Engage.

«The End of Heartache» se convirtió en el tema principal de la película Resident Evil: Apocalypse, y en 2005 la canción fue nominada en la Best Metal Performance en la 47° anual de los Grammy Awards. A finales de 2004, The End of Heartache fue relanzado como un álbum de edición especial, con un segundo disco con varias presentaciones en vivo, un bonus track japonés, y una versión regrabada de «Irreversal». Durante el verano de 2005, la banda regresó para el Ozzfest, y el 1 de noviembre de 2005, Alive or Just Breathing fue relanzado en el marco del 25.º aniversario de Roadrunner Records. El 22 de noviembre de 2005, el DVD en vivo (Set This) World Ablaze fue lanzado, el cual contenía un concierto en vivo en el Palladium de Worcester, Massachusetts, un documental de una hora de duración, y todos los videos musicales de la banda. El DVD fue certificado "Gold" en los EE. UU. el 8 de abril de 2006.

### As Daylight Dies(2006)

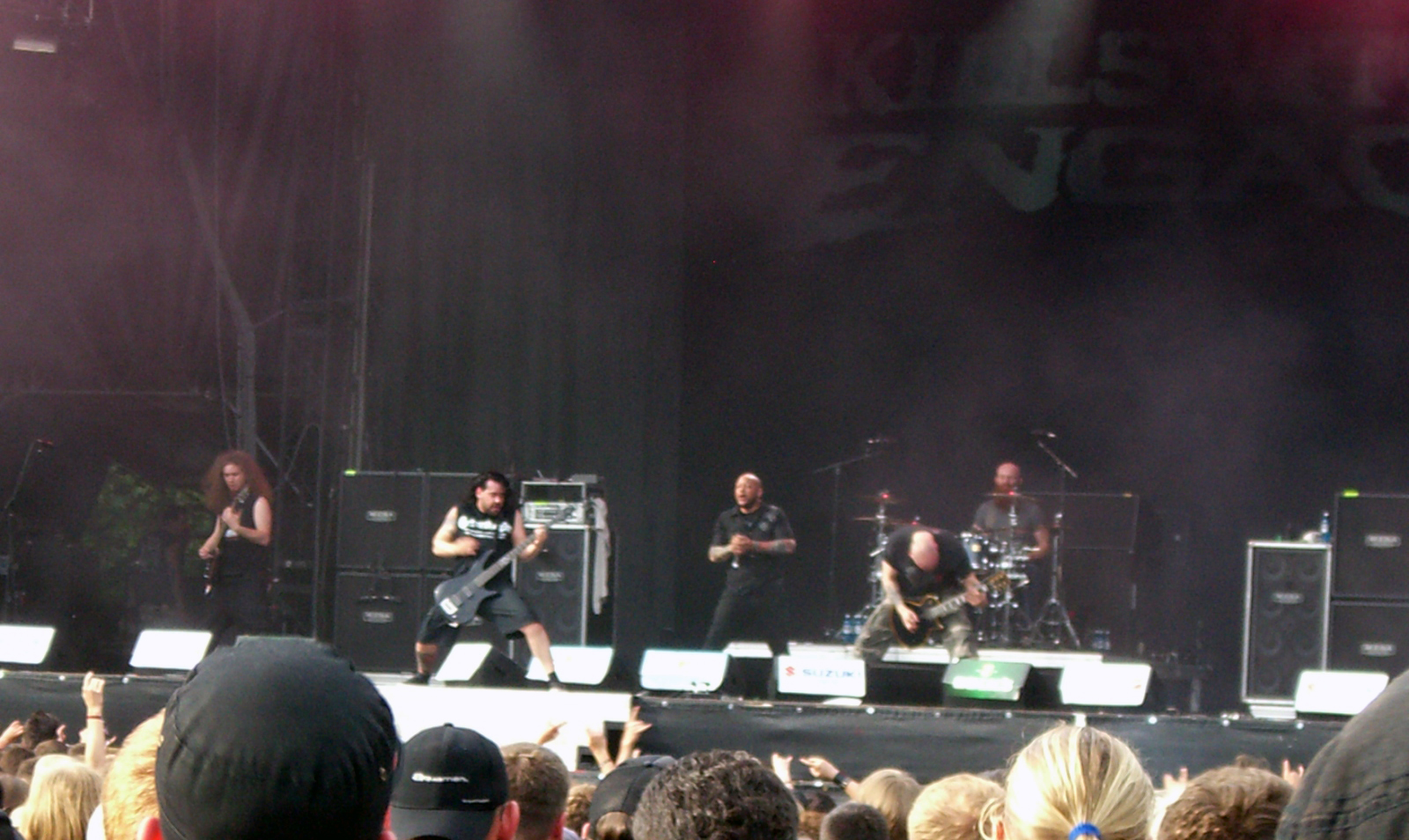
Killswitch Engage en Rock im Park en 2007.

Killswitch Engage tocó en el Festival de Reading y Leeds en agosto de 2006, habiendo ya tocado en Australia sin Dutkiewicz, quien sufría de problemas de espalda y necesitaba una cirugía correctiva. El 23 de mayo de 2006, la canción «This Fire Burns» fue publicado en el álbum WWE Wreckless Intent. La pista estaba destinado a ser el nuevo tema de la superestrella de la WWE Randy Orton, sin embargo, fue desechado y más tarde se convirtió en el tema del PPV WWE Judgment Day. «This Fire Burns» se utilizó como tema de entrada para la superestrella de la WWE CM Punk hasta el 25 de julio de 2011 siendo cambiada por Cult Of Personality de Living Colour y más tarde fue reeditado como «This Fire» en la edición especial de As Daylight Dies.
Grabado en tres meses, As Daylight Dies fue lanzado el 21 de noviembre de 2006 y alcanzó el puesto número 32 en los álbumes Billboard Top 200 con 60.000 ventas en su primera semana. As Daylight Dies ha demostrado ser uno de los más grandes álbumes. También entró en la lista de álbumes de Australia en el número 29 las mezclas fueron por Dutkiewicz, el álbum recibió en su mayoría comentarios positivos, Thom Jurek de Allmusic lo llama "los cinco primeros candidatos de metal para el año 2006 con seguridad". el contribuyente de Decibel Magazine Terry Nick dijo: "Para llamar adictiva a As Daylight Dies sería un eufemismo. Eso supera a su predecesor ya bastante impresionante casi podría ser evidente. Cosmo Lee de Stylus Magazine comentó: "El álbum es increíblemente mal secuenciado", aunque elogió el álbum como "menos emocional de mano dura, y mucho más divertido". Como de 27 de noviembre de 2007, As Daylight Dies ha vendido más de 500.000 unidades en los Estados Unidos. El primer sencillo del álbum, «My Curse», alcanzó el puesto número 21 en la lista Hot Mainstream Rock, y aparece en los videojuegos Guitar Hero III: Legends of Rock y Burnout Paradise y está disponible como contenido descargable para Rock Band y Rock Band 2. «The Arms of Sorrow» alcanzó el puesto número 31 en la misma lista. El cover de la banda de Dio «Holy Diver», originalmente había sido grabada por un álbum recopilatorio titulado Kerrang! de High Voltage, alcanzó el puesto número 12 en la lista Mainstream Rock. A principios de 2007, la banda tuvo que cancelar tres de sus fechas de gira por Europa con The Haunted debido a problemas de espalda de Dutkiewicz. Él requirió una cirugía en la espalda y fue sustituido en la gira por el guitarrista de Soilwork Peter Wichers. Debido a los problemas de espalda Dutkiewicz a principios de 2007, fue reemplazado por el líder de Damageplan y The Mercy Clinic Patrick Lachman durante el «No Fear Tour» Dutkiewicz se recuperó y fue capaz de terminar la gira «No Fear», y la banda comenzó a filmar el video para el segundo sencillo de As Daylight Dies, «The Arms of Sorrow». El 6 de agosto de 2007, Dutkiewicz se vio obligado a abandonar el Warped Tour por lo que pudo recuperarse plenamente de su cirugía de la espalda y continuar con la terapia física diaria. Fue reemplazado por el guitarrista técnico de Killswitch Josh Mihlek para elegir las canciones, hasta su regreso el 14 de agosto de 2007.

### Killswitch Engage(2009)

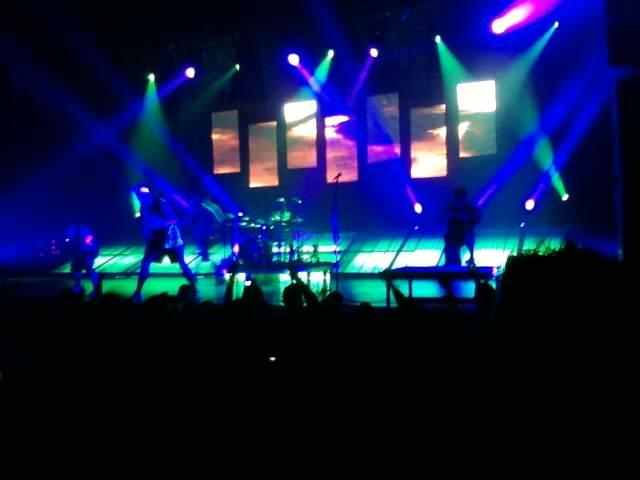
Killswitch Engage en uno de sus conciertos.

Killswitch Engage entró en el estudio en octubre de 2008 para comenzar a grabar su próximo álbum con Dutkiewicz y Brendan O'Brien coproduciendo el álbum. A mediados de febrero, el bajista Mike D'Antonio confirmó en una entrevista con Metal Hammer que "la batería estaba terminada", y que él había "Terminado las correcciones últimas del bajo". También señaló que Howard [Jones] se encuentra en Atlanta, terminando las voces y que "no debe ser demasiado largas ahora". De marzo a mayo, Killswitch Engage era una parte de «Music as a Weapon IV festival» de Disturbed junto con Lacuna Coil, Chimaira, Suicide Silence, Bury Your Dead y mucho más. El 14 de abril, la banda anunció el nombre de su álbum como Killswitch Engage, la segunda vez que la banda ha autotitulado el nombre de su álbum. El álbum fue lanzado el 30 de junio de 2009, debutando en el # 7 en el Billboard 200, marcando la banda más alta posición de la tabla para un álbum. En julio y agosto, Killswitch Engage participó en el Festival Mayhem con estelares como Marilyn Manson, Slayer, Bullet for My Valentine y otros. En febrero de 2010, Killswitch Engage, anunció que el vocalista Howard Jones no estaría realizando con Killswitch Engage durante su gira de invierno con The Devil Wears Prada y Dark Tranquillity; durante el tiempo, el vocalista de All That Remains, Philip Labonte fue la sustitución de Jones hasta que él pudo regresar. Al menos una fuente especula que la salida de Jones fue debido a un dolor de espalda. El 18 de marzo de 2010, el vocalista original Jesse Leach vuelve a la banda para una serie de canciones. A partir de entonces, Leach y Labonte llevan a cabo como vocalistas sustitutos para el resto de la gira.
En el año 2010, contribuyeron con la canción «My Obsession» para la banda sonora God of War: Blood & Metal.
La banda se añadió más tarde como reemplazo de último momento a Download Festival 2010  en junio, después que el original sub-estelar, Wolfmother no pudiera asistir como estaba previsto.

### Disarm The Descent(2013)
Los miembros de Killswitch Engage han seguido otros intereses desde el lanzamiento de Killswitch Engage. Adam Dutkiewicz formó la banda Times of Grace con el exvocalista de Killswitch Engage Jesse Leach y lanzaron el álbum debut The Hymn of a Broken Man" el 18 de enero de 2011. Junto con Dutkiewicz y Leach, Times of Grace agregó Joel Stroetzel a su formación del tour. Justin Foley proporcionó el seguimiento de batería para la banda Unearth en su nuevo álbum Darkness in the Light, publicado el 5 de julio de 2011. Foley también viajará con la banda durante su gira de verano 2011. D'Antonio comenzó la banda hardcore Death Ray Vision, con el vocalista de Shadows Fall Brian Fair y el exguitarrista de Killswitch Engage Pete Cortese.
En una entrevista con "Gun Shy Assassin", Mike D'Antonio ha declarado que la banda se encuentra actualmente en el trabajo para un sexto álbum. D'Antonio dijo: "En la actualidad, todos están escribiendo de forma individual demos para el próximo disco de Killswitch Engage. Todavía no hay fecha de lanzamiento, pero supongo que será a principios de 2012".
El 26 de agosto de 2011 Adam Dutkiewicz anunció en el Facebook de Killswitch Engage que había comenzado a escribir por su 6.º álbum, y agradeció a todos sus fanes por ser tan paciente. Él escribió: "YO! Su Adam D!, Estamos a punto de comenzar a escribir nuestro nuevo disco. Gracias a todos nuestros fans por esperar tanto jodida paciencia... ahora vamos a activar el "grifo riff" y Rage!".
El 1 de diciembre, Mike D'Antonio publicó en línea que Killswitch Engage se debe de entrar al estudio alrededor de febrero / marzo de 2012 para grabar su sexto álbum de espera alrededor de verano de 2012. También afirmó que la banda había terminado ocho demos para el nuevo álbum. El 4 de enero de 2012, la banda anunció que Howard Jones había dejado la banda después de sus nueve años de membresía. Así lo ha anunciado a través del sitio oficial de la banda junto con sus otras fuentes oficiales. En esta declaración, la banda no reveló el motivo de esta decisión, manteniendo los motivos personales.
La nota, de la banda decía:

Para nuestra familia, amigos y fans: Hemos decidido continuar sin Howard Jones como el cantante de Killswitch Engage. Nos encanta Howard y estamos agradecidos por los nueve años que lo hemos tenido en la banda. Por respeto a todos los involucrados no vamos a estar discutiendo las razones específicas de esta decisión. Howard es una parte de nuestra familia y siempre lo será, y le deseamos lo mejor. Ha dejado zapatos grandes que llenar, por lo que sin duda que nuestro trabajo cortar para nosotros para encontrar el próximo cantante de Killswitch, algo que nosotros planeamos hacer la prioridad # 1 en el futuro. Lo más importante, gracias a todos ustedes por todo el apoyo durante todo el año y por permanecer para nosotros durante todo este tiempo. Realmente lo aprecio mucho y esperamos poder contar con un nuevo álbum para todos ustedes en un futuro no muy lejano que todos podemos estar orgullosos. Sinceramente, Adam, Joel, Mike y Justin.

Poco después del anuncio de la salida de Jones, los rumores comenzaron de que Philip Labonte (de All That Remains) oficialmente asumiría la voz principal, debido a sus antecedentes con la banda, no sólo tener una estrecha amistad con los miembros, sino también debido a su sustituciones de Jones en el pasado.Labonte rápidamente, hizo caso omiso del rumor.
Finalmente, la banda anuncia el retorno de Jesse Leach como cantante

Después de mucha deliberación y  cuidadosa consideración, tenemos el placer de anunciar que Jesse Leach se ha reincorporado a Killswitch Engage. Nuestro trabajo consistía en encontrar a la mejor persona para ocupar el lugar de Howard: una decisión basada en el talento y no en la familiaridad.

A punto de comenzar su nueva gira, todos los ojos se centran en la "nueva" incorporación.
Sobre el nuevo álbum Jesse Leach dijo en una entrevista con "Blabbermouth": "Este es sin duda el mejor récord de Killswitch Engage. Es muy pesado, pero todavía mantiene el estilo de Killswitch, hay material melódico allí, también. No es definitivamente melódico, pero he agregado algunos nuevos estilos vocales, gritando, gruñendo, las capas, y esto sueno masivo".[cita requerida]
Y se refirió acerca de la canción "No End In Sight": "Esta canción es la canción más débil en todo el disco", esa es mi opinión. De hecho no me importaría si ni siquiera estuviera en el disco, porque creo que lo demás es mucho mejor, pero probablemente desde que la tocamos y ya los aficionados lo saben, pero en mi opinión, esa es sin duda la canción más débil. Ahora que el álbum está terminado, en retrospectiva, esta no era la canción que debíamos tocar en vivo".[cita requerida]
Otra de las cosas que dijo Jesse en otra entrevista fue: "No esperen un Alive Or Just Breathing parte 2".[cita requerida]
Killswitch Engage celebra el 10.º aniversario de "Alive Or Just Breathing" mediante la realización de todo el álbum durante su gira por los EE. UU. como cabeza de cartel: en noviembre / diciembre.
El primer sencillo, "In Due Time" estará hará disponible en formato digital el 5 de febrero. Las pre-órdenes del álbum iniciará a principios de febrero. Disarm The Descent fue seleccionado por la revista Alternative Press en "Los álbumes más esperados del 2013", y saldrá a la luz el 2 de abril, vía Roadrunner Records.

## Estilo musical y letras de temas
El género de Killswitch Engage es en gran medida considerada metalcore o metalcore melódico combinando los elementos del metal extremo y hardcore. Al igual que muchas bandas de metalcore, Killswitch Engage incorpora tanto el canto y "gritos" en su música. En 2009, MTV, mientras que nombraron "las más grandes bandas de metal de todos los tiempos" se referieron a Killswitch Engage como "uno de los fundadores de metalcore" Jason D. Taylor de Allmusic, dijo Alive or Just Breathing es "un álbum de metal puro que, aparentemente, ha tenido en cuenta cualquier tendencia de moda y en su lugar se basa únicamente en la habilidad y experiencia para modelar algunas de las más carnosa del heavy metal desde los días de gloria de Metallica y Slayer". También haciendo referencia al romanticismo.
Ambos cantantes antiguo y actual, Jesse Leach y Howard Jones escriben letras que son considerados como positivas. Jesse Leach indicada en (Set This) World Ablaze, que contienen las letras "la unidad, la positividad, [y] el amor". En los temas líricos de Killswitch Engage, el crítico de Ultimate Guitar Amy Sciarretto, señala:

[Howard Jones] ha entrado en su cuenta desde The End of Heartache de 2004, y continúa llegando a las notas, la cera de las relaciones, problemas de fe y otro tema narrable en este segundo esfuerzo auto-titulado.

Killswitch Engage en la versión 2009, Howard Jones afirma que el cambio en los temas líricos:

Tengo suficiente para sacar a escribir algunas cosas que pueden ser oscuras. Tal vez todavía hay un toque de positividad en el mismo, pero hay algunas canciones que no son positivas en absoluto.

## Miembros
| Miembros actuales - Adam Dutkiewicz – Guitarra líder, coros (2002-presente), batería (1999-2002) - Joel Stroetzel – Guitarra rítmica (1999-presente), guitarra líder (1999-2002) - Mike D'Antonio – Bajo (1999-presente) - Jesse Leach – Vocalista (1999-2002, 2012-presente) - Justin Foley – Batería (2003-presente) | Miembros anteriores - Howard Jones – Vocalista (2002-2012) - Pete Cortese – Guitarra (2000-2001) - Tom Gomes – Batería (2002-2003) | Miembros de tour - Patrick Lachman – Guitarra (2007) - Josh Mihlek – Guitarra (2007) - Peter Wichers – Guitarra (2007) - Philip Labonte – Vocalista (2010) |

## Discografía
Álbumes de estudio
- 2000: Killswitch Engage
- 2002: Alive or Just Breathing
- 2004: The End of Heartache
- 2006: As Daylight Dies
- 2009: Killswitch Engage
- 2013: Disarm the Descent
- 2016: Incarnate
- 2019: Atonement
- 2025: This Consequence